# Dobrovolný svazek obcí Olešná
Dobrovolný svazek obcí Olešná je svazek obcí v okresu Frýdek-Místek, jeho sídlem je Sviadnov a jeho cílem je spolupráce v oblasti školství, kultury, tělovýchovy, sociální péče a zdravotnictví, rozvoje cestovního ruchu a ochrany životního prostředí. Sdružuje celkem 5 obcí a byl založen v roce 2002.

## Obce sdružené v mikroregionu
- Staříč
- Sviadnov
- Žabeň
- Paskov
- Frýdek-Místek